# Lyra Valkyria
Aoife Cusack, meglio conosciuta con il ring name Lyra Valkyria (Dublino, 23 ottobre 1996), è una wrestler irlandese sotto contratto con la WWE.
In carriera ha detenuto l'NXT Women's Championship, il WWE Women's Intercontinental Championship di cui è la campionessa inaugurale e il WWE Women's Tag Team Championship insieme a Becky Lynch.

## Carriera

### Circuito indipendente (2015–2020)
Aoife Cusack effettua il suo debutto nel mondo del wrestling il 2 maggio 2015, lottando per la federazione irlandese Celtic Championship Wrestling con il ring name di Valkyrie, prendendo parte ad un Mixed tag team match insieme a LJ Cleary sconfiggendo Katey Harvey e Michael Mayhem.
Il 15 luglio, Valkyrie prese parte ad un fatal four-way match insieme a Katey Harvey, Lauren La Roux e Raven Creed per determinare la prima campionessa femminile della federazione e conquistare il CCW Women's Championship, ma ha vincere è stata Creed.
Il 7 maggio 2015, Valkyrie debutta nella federazione irlandese Fight Factory Pro Wrestling, dove ha sfidato Katey Harvey per il PWU Women's Championship, ma è stata sconfitta. Il 4 luglio, Valkyrie ha sfidato nuovamente Katey Harvey, questa volta per l'Irish Women's Championship, ma viene sconfitta per la seconda volta.Il 10 agosto, Valkyrie ha vinto un six-pack challenge match contro J-Money, LJ Cleary, Michael May, Sammy D e il campione Jordan Devlin (JD McDonagh), conquistando l'Irish Junior Heavyweight Championship per la prima volta, diventando la prima wrestler femminile a detenere tale cintura. Dopo 450 giorni di regno, il 3 novembre 2019, Valkyrie rese vagante il titolo.
Il 6 agosto 2017 fece la sua prima apparizione nella federazione inglese, la Over The Top Wrestling. La ragazza irlandese provo più volte a vincere, senza riuscirci, il OTT Women's Championship. Riuscì nel suo obbiettivo il 26 maggio sconfiggendo Raven Creed per poi perdere il titolo dopo 153 giorni di regno.
Dal 9 dicembre 2017, Valkyrie si è spostata per l'Europa, in primis ha combattuto per la compagnia tedesca German Wrestling Federation. Il 20 gennaio 2018, Valkyrie debutta nella federazione belga Flemish Wrestling Force. Nel giugno dello stesso anno ha debuttato nella federazione scozzese Fierce Females per poi passare un mese dopo alla federazione irlandese Phoenix Wrestling e in seguito alla federazione londinese Fight Club: PRO, per poi tornare in patria nella federazione Pro Wrestling Ulster.
Nel 2019 continuo il suo giro nelle federazioni indipendenti del Europa, passando dalla Pro-Wrestling: EVE alla Westside Xtreme Wrestling. L'anno seguente combatte per le federazioni ATTACK! Pro Wrestling e Insane Championship Wrestling.

### WWE (2020–presente)

#### NXT UK(2020–2022)
Nel gennaio 2020, Aoife Cusack firma un contratto con la WWE e viene assegnata nel territorio di sviluppo inglese di NXT UK. Dopo due settimane di vignette in segno del suo arrivo imminente, fa il suo debutto ufficiale televisivo durante l'episodio di NXT UK del 13 febbraio, sotto il ring name di Aoife Valkyrie, dove ha sconfitto Amale, stabilendosi come face; il match è stato registrato il 18 gennaio, in un retake del giorno precedente, dove aveva sconfitto sempre Amale. Il 14 febbraio, prende parte ad un NXT live event, sconfiggendo Aliyah. Il giorno dopo, lotta nuovamente questa volta in coppia con Mia Yim e Rita Reis, sconfiggendo Jessi Kamea, MJ Jenkins e Taynara in un Six-woman tag team match. Nella puntata di NXT UK del 5 marzo, Aoife ha sconfitto Isla Dawn. Nella puntata di NXT UK del 12 marzo, viene mandato un promo di Aoife Valkyrie, nel quale dice che ogni piuma (materiale con cui è costituito il suo coprispalle) rappresenta una battaglia che ha vinto, definendosi inoltre la reincarnazione delle valchirie e che tutti visioneranno alla sua ascesa, adottando quindi tale gimmick. Nella puntata di NXT UK del 26 marzo, Aoife ha sconfitto Nina Samuels, dopo che quest'ultima l'aveva sfidata in un match la settimana precedente.

#### NXT(2022–2024)
Con la chiusura di NXT UK rimase senza collocazione sino al 29 novembre 2022, quando venne mandato in onda un video sul suo prossimo debutto ad NXT come 'Lyra Valkyria". Debuttò ad NXT il 13 dicembre sconfiggendo Amari Miller. Il 1º aprile 2023, a NXT Stand & Deliver, prese parte ad un Ladder match per l'NXT Women's Championship che comprendeva anche la campionessa Roxanne Perez, Gigi Dolin, Indi Hartwell, Tiffany Stratton e Zoey Stark ma fu Hartwell a vincere la contesa. Il 28 maggio, ad NXT Battleground, affrontò Tiffany Stratton nella finale del torneo per il vacante NXT Women's Championship ma venne sconfitta. Nella puntata speciale NXT Halloween Havoc del 24 ottobre prevalse su Becky Lynch vincendo l'NXT Women's Championship per la prima volta. Il 21 novembre, ad NXT, difese la cintura contro Xia Li.
Nella puntata speciale NXT New Year's Evil del 2 gennaio difese il titolo contro Blair Davenport. Il 4 febbraio, ad NXT Vengeance Day, difese il titolo contro Lola Vice e Roxanne Perez. Difese il titolo, il 20 febbraio ad NXT, dapprima contro Shotzi (per decisione arbitrale) e subito dopo contro Lash Legend. Nella puntata speciale NXT Roadblock del 5 marzo Valkyria e Tatum Paxley affrontarono le Kabuki Warriors per il Women's Tag Team Championship ma vennero sconfitte.

#### Raw (2024–presente)
Il 29 aprile per effetto del Draft del 2024 fu trasferita nel roster di Raw. Ha partecipato al torneo Queen of the Ring e si è qualificata per la finale battendo Zoey Stark e poi Iyo Sky. In finale ha perso contro Nia Jax, segnando la sua prima sconfitta nel roster principale.
Nella puntata di Raw del 25 giugno, Valkyria si è qualificata per il Money in the Bank ladder match femminile sconfiggendo Shayna Baszler e Kairi Sane in un triple threat match, ma la vittoria è andata a Tiffany Stratton. Nel settembre del 2024 ha preso parte al torneo inaugurale per il Speed Women's Championship perdendo contro Iyo Sky. Tre mesi dopo ha preso parte al torneo inaugurale per il WWE Women's Intercontinental Championship dove ha sconfitto Ivy Nile e Zelina Vega al primo turno, Iyo Sky in semifinale e Dakota Kai in finale diventando la prima campionessa intercontinentale.
Il 20 aprile 2025 a WrestleMania 41 vinse insieme alla rientrante Becky Lynch il WWE Women's Tag Team Championship battendo Raquel Rodriguez e Liv Morgan, ma nel rematch svoltosi il giorno successivo a Raw, le ex campionesse si ripresero i titoli e Lynch attaccò a sorpresa Valkyria. A Backlash l'irlandese difese con successo la cintura contro Becky Lynch.

## Personaggio

### Mosse finali
- Roundhouse kick
- Frog splash
- Nightwing (Samoan driver) – 2023–presente

## Titoli e riconoscimenti
- Fight Factory Pro Wrestling
  - FFPW Junior Heavyweight Women's Championship (1)
- Over the Top Wrestling
  - OTW Women's Championship (1)
- Pro Wrestling EVE
  - PWE Women's Tag Team Championship (1) – con Debbie Keitel
- Pro Wrestling Ulster
  - PWU Women's Championship (1)
- Pro Wrestling Illustrated
  - 20ª tra le 250 migliori wrestler femminili nella PWI Women's 250 (2024)[20]
- WWE
  - NXT Women's Championship (1)[21]
  - WWE Women's Intercontinental Championship (1)[17]
  - WWE Women's Tag Team Championship (1) - con Becky Lynch[4]